# Arevalillo de Cega
Arevalillo de Cega település Spanyolországban, Segovia tartományban. Arevalillo de Cega Arahuetes, Valdevacas y Guijar, Puebla de Pedraza és Rebollo községekkel határos. Lakosainak száma 18 fő (2024).

## Népesség
A település népessége az elmúlt években az alábbi módon változott:
| Lakosok száma | 44   | 42   | 39   | 37   | 36   | 29   | 27   | 20   | 20   | 18   |
|               | 2001 | 2004 | 2007 | 2009 | 2012 | 2014 | 2017 | 2019 | 2022 | 2024 |